# Engersen
Engersen ist eine Ortschaft und ein Ortsteil der Stadt Kalbe (Milde) im Altmarkkreis Salzwedel in Sachsen-Anhalt, Deutschland.

## Geographie

### Lage
Die altmärkische Ortschaft liegt 5 Kilometer südwestlich von Kalbe (Milde). Im Norden fließt die Beeke.

### Ortschaftsgliederung
Die Ortschaft besteht aus den Ortsteilen Klein Engersen und Engersen, das früher Groß Engersen hieß.

## Geschichte

### Mittelalter bis Neuzeit
Erstmals 1238 wurden Engerbu parvum (Klein Engersen) und Engerbu magnum (Groß Engersen) schriftlich erwähnt. Graf Siegfried von Osterburg und Altenhausen gab in diesem Jahr beide Dörfer an Abt Gerhard von Werden und Helmstedt zurück. Die dabei erstellte Resignationsurkunde ist das älteste erhaltene Dokument, das auf beide Ortschaften hinweist.
Das ehemalige Alvenslebensche Rittergut wurde um 1826 aufgelöst.

### Eingemeindungen
Ursprünglich gehörte das Dorf Groß Engersen zum Arendseeischen Kreis der Mark Brandenburg in der Altmark. Zwischen 1807 und 1813 lag es im Kanton Zichtau auf dem Territorium des napoleonischen Königreichs Westphalen. Nach weiteren Änderungen gehörte die Gemeinde ab 1816 zum Kreis Gardelegen, dem späteren Landkreis Gardelegen.
Am 20. Juli 1950 entstand die Gemeinde Engersen durch den Zusammenschluss der Gemeinden Groß Engersen und Klein Engersen. Sie gehörte ab dem 25. Juli 1952 zum Kreis Kalbe (Milde). Am 1. Januar 1988 wurde die Gemeinde dem Kreis Gardelegen zugeordnet.
Die Gemeinde Engersen und war Mitglied der Verwaltungsgemeinschaft Arendsee-Kalbe. Durch eine Gebietsänderungsvereinbarung beschlossen die Gemeinderäte der Gemeinden Stadt Kalbe (Milde) (am 25. Juni 2009), Brunau (am 12. Mai 2009), Engersen (am 2. Juni 2009), Jeetze (am 3. Juni 2009), Kakerbeck (am 25. Juni 2009), Packebusch (am 4. Juni 2009) und Vienau (am 14. Mai 2009), dass ihre Gemeinden aufgelöst und zu einer neuen Stadt Kalbe (Milde) vereinigt werden. Dieser Vertrag wurde vom Landkreis als unterer Kommunalaufsichtsbehörde genehmigt und trat am 1. Januar 2010 in Kraft.
Nach Umsetzung der Vereinigungsvereinbarung der bisher selbstständigen Gemeinde Engersen wurden Engersen und Klein Engersen Ortsteile der neuen Stadt Kalbe (Milde). Für die eingeflossene Gemeinde wurde die Ortschaftsverfassung nach den §§ 86 ff. Gemeindeordnung Sachsen-Anhalt eingeführt. Die aufgenommene Gemeinde Engersen und künftigen Ortsteile Engersen und Klein Engersen wurden zur Ortschaft der neuen Stadt Kalbe (Milde). In der eingeflossenen Gemeinde und nunmehrigen Ortschaft Engersen wurde ein Ortschaftsrat mit sieben Mitgliedern einschließlich Ortsbürgermeister gebildet.

### Einwohnerentwicklung

#### Groß Engersen
| Jahr | Einwohner |
| ---- | --------- |
| 1734 | 175       |
| 1774 | 191       |
| 1789 | 265       |
| 1801 | 266       |
| 1818 | 215       |

| Jahr | Einwohner |
| ---- | --------- |
| 1840 | 351       |
| 1864 | 420       |
| 1885 | 432       |
| 1871 | 413       |
| 1892 | [00]467   |

| Jahr | Einwohner |
| ---- | --------- |
| 1895 | 471       |
| 1910 | [00]580   |
| 1925 | 583       |
| 1939 | 548       |
| 1946 | 909       |

#### Engersen
| Jahr | Einwohner |
| ---- | --------- |
| 1964 | 784       |
| 1971 | 763       |
| 1981 | 667       |
| 1993 | 638       |
| 2006 | 548       |
| 2015 | 419       |
| 2016 | 426       |

| Jahr | Einwohner |
| ---- | --------- |
| 2017 | 415       |
| 2018 | 426       |
| 2020 | [00]407   |
| 2021 | [00]420   |
| 2022 | [0]417    |
| 2023 | [0]409    |

Quelle, wenn nicht angegeben, bis 2006, 2015 bis 2018

## Religion
Die evangelische Kirchengemeinde Groß Engersen in Engersen und die Kirchengemeinde Klein Engersen, die früher zur Pfarrei Groß Engersen gehörten, werden heute betreut vom Pfarrbereich Estedt im Kirchenkreis Salzwedel im Bischofssprengel Magdeburg der Evangelischen Kirche in Mitteldeutschland.

## Politik

### Ortsbürgermeister
Ortsbürgermeister der Ortschaft Engersen ist seit 2015 Wilfried Hartmann.

### Ortschaftsrat
Die Ortschaftsratswahl am 26. Mai 2019 führte zu folgender Sitzverteilung:
- Wählergruppe Engersen: 4 Sitze
- CDU: 1 Sitz

Gewählt wurde eine Ortschaftsrätin und 4 Räte.

## Kultur und Sehenswürdigkeiten

### Bauwerke

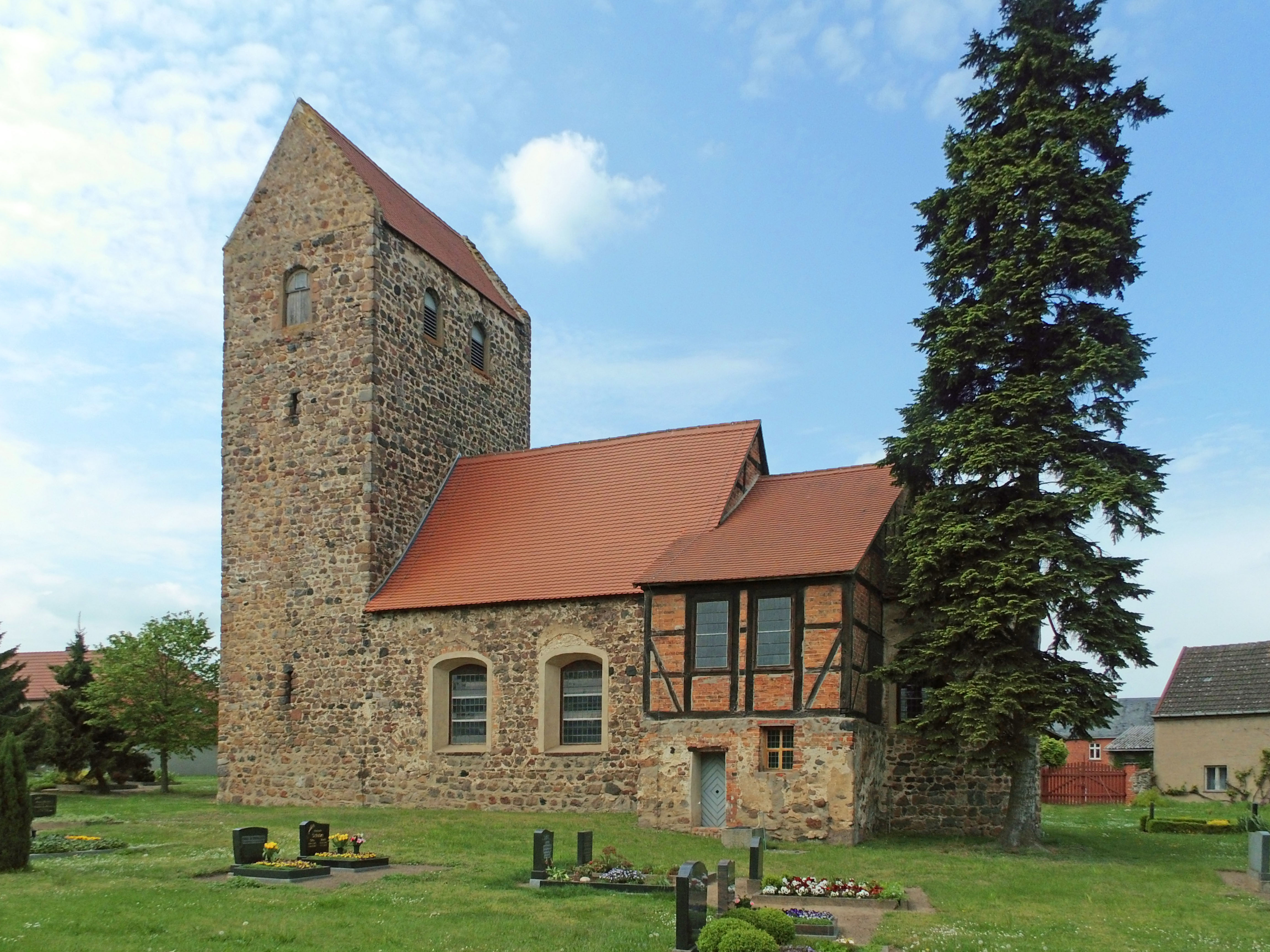
Dorfkirche Engersen von Süden

- Die evangelische Dorfkirche Engersen im Ortsteil Groß Engersen ist ein spätromanischer Feldsteinbau aus dem Beginn des 13. Jahrhunderts.[19] Zur ursprünglichen Kirchenausstattung gehörte eines der ältesten Triumphkreuze der Altmark, das heute im Altmärkischen Museum in Stendal ausgestellt ist. Die Kirche gehört zur Straße der Romanik.[20]
- Auf dem Kirchhof befindet sich ein alter Friedhof. Der Ortsfriedhof liegt im Osten des Dorfes.
- Vor der Kirche in Engersen steht ein Denkmal für die Gefallenen und Vermissten des Ersten Weltkrieges. Daneben ist ein Gedenkstein für die Opfer des Zweiten Weltkrieges aufgestellt.[21]

### Sport
Seit dem Jahr 2007 werden in Groß Engersen auf dem Sportplatz die Highland-Games veranstaltet. Männer, die mit karierten Röcken bekleidet sind, treten in Disziplinen wie Sandsackwurf und Bierkistenstapeln an.

## Wirtschaft und Infrastruktur
In der Ortschaft Groß Engersen gibt es heute eine Putenfarm, eine Schlosserei, eine Landmaschinenwerkstatt, einen Biobauernhof sowie die Agrargenossenschaft Engersen eG (Mutterkuhhaltung). Bis zum Ende der 1970er-Jahre existierte in Groß Engersen eine Grundschule.

## Persönlichkeiten
- Kurt Sandau (geboren am 8. Januar 1939 in Klein Engersen) – von 1970 bis 2003 Solotrompeter der Sächsischen Staatskapelle Dresden